# A Division 1980-1981 (Irlanda)
La stagione 1980-1981 è stata la sessantesima edizione della League of Ireland, massimo livello del calcio irlandese.

## Classifica finale
|  | Pos. | Squadra         | Pt | G  | V  | N  | P  | GF | GS | DR  |
|  | ---- | --------------- | -- | -- | -- | -- | -- | -- | -- | --- |
|  | 1.   | Athlone Town    | 51 | 30 | 23 | 5  | 2  | 67 | 22 | +45 |
|  | 2.   | Dundalk         | 45 | 30 | 20 | 5  | 5  | 63 | 28 | +35 |
|  | 3.   | Limerick Utd    | 41 | 30 | 17 | 7  | 6  | 47 | 25 | +22 |
|  | 4.   | Bohemians       | 36 | 30 | 10 | 16 | 4  | 38 | 25 | +13 |
|  | 5.   | Shamrock Rovers | 36 | 30 | 14 | 8  | 8  | 37 | 29 | +8  |
|  | 6.   | Finn Harps      | 32 | 30 | 12 | 6  | 12 | 41 | 39 | +2  |
|  | 7.   | Waterford       | 30 | 30 | 8  | 15 | 7  | 38 | 33 | +5  |
|  | 8.   | St Patrick's    | 28 | 30 | 11 | 6  | 13 | 45 | 48 | -3  |
|  | 9.   | Cork United     | 28 | 30 | 11 | 6  | 13 | 37 | 42 | -5  |
|  | 10.  | Drogheda Utd    | 28 | 30 | 10 | 7  | 13 | 47 | 55 | -8  |
|  | 11.  | Sligo Rovers    | 26 | 30 | 12 | 6  | 16 | 45 | 57 | -12 |
|  | 12.  | UCD             | 25 | 30 | 8  | 9  | 13 | 37 | 49 | -12 |
|  | 13.  | Galway Rovers   | 21 | 30 | 6  | 9  | 15 | 26 | 39 | -13 |
|  | 14.  | Home Farm       | 20 | 30 | 6  | 7  | 17 | 34 | 55 | -21 |
|  | 15.  | Shelbourne      | 18 | 30 | 6  | 6  | 18 | 31 | 52 | -21 |
|  | 16.  | Thurles Town    | 18 | 30 | 7  | 4  | 19 | 38 | 65 | -27 |

Legenda:

         Campione d'Irlanda 1980-1981 e qualificata in Coppa dei Campioni 1981-1982
         Vincitrice della FAI Cup e qualificata in Coppa delle Coppe 1981-1982
         Qualificate in Coppa UEFA 1981-1982
Note:
Due punti a vittoria, uno a pareggio, zero a sconfitta.

## Statistiche

### Primati stagionali
| Record - Maggior numero di vittorie: Athlone Town (23) - Minor numero di sconfitte: Athlone Town (2) - Miglior attacco: Athlone Town (67) - Miglior difesa: Dundalk (22) - Miglior media gol: Athlone Town (+45) - Maggior numero di pareggi: Bohemians (16) - Minor numero di vittorie: Galway Rovers, Home Farm, Shelbourne (6) - Maggior numero di sconfitte: Thurles Town (19) - Peggiore attacco: Shelbourne (31) - Peggior difesa: Thurles Town (65) - Peggior differenza reti: Thurles Town (-27) |